# Llista d'espècies de terídids (L-S)
Llista de les espècies de terídids descrites fins al 21 de desembre del 2006. Estan ordenades alfabèticament, i apareixen les que van de la lletra L fins a la S.
- Per a les llistes d'espècies que comencen per altres lletres de l'alfabet, aneu a l'article principal: Llista d'espècies de terídids.
- Per a la llista completa de tots els gèneres vegeu l'article Llista de gèneres de terídids.

## Gèneres i espècies

### Landoppo
Landoppo Barrion & Litsinger, 1995
- Landoppo misamisoriensis Barrion & Litsinger, 1995 (Filipines)

### Lasaeola
Lasaeola Simon, 1881
- Lasaeola atopa (Chamberlin, 1948) (EUA)
- Lasaeola bequaerti (Chickering, 1948) (Panamà)
- Lasaeola donaldi (Chickering, 1943) (Panamà, Veneçuela)
- Lasaeola oceanica Simon, 1883 (Açores)
- Lasaeola okinawana (Yoshida & Ono, 2000) (Xina, Illes Ryukyu)
- Lasaeola prona (Menge, 1868) (Holàrtic)
- Lasaeola spinithorax (Keyserling, 1886) (Perú)
- Lasaeola superba (Chickering, 1948) (Mèxic, Panamà)
- Lasaeola testaceomarginata Simon, 1881 (Espanya fins a Itàlia)
- Lasaeola tristis (Hahn, 1833) (Europa fins a Tajikistan)
  - Lasaeola tristis hissariensis (Charitonov, 1951) (Rússia, Àsia central)
- Lasaeola yona (Yoshida & Ono, 2000) (Illes Ryukyu)
- Lasaeola yoshidai (Ono, 1991) (Japó)

### Latrodectus
Latrodectus Walckenaer, 1805
- Latrodectus antheratus (Badcock, 1932) (Paraguai, Argentina)
- Latrodectus apicalis Butler, 1877 (Illes Galápagos)
- Latrodectus atritus Urquhart, 1890 (Nova Zelanda)
- Latrodectus bishopi Kaston, 1938 (EUA)
- Latrodectus cinctus Blackwall, 1865 (Illes Cap Verd, Àfrica, Kuwait)
- Latrodectus corallinus Abalos, 1980 (Argentina)
- Latrodectus curacaviensis (Müller, 1776) (Antilles Petites, Sud Amèrica)
- Latrodectus dahli Levi, 1959 (Orient Pròxim fins a l'Àsia central)
- Latrodectus diaguita Carcavallo, 1960 (Argentina)
- Latrodectus elegans Thorell, 1898 (Xina, Myanmar, Japó)
- Latrodectus erythromelas Schmidt & Klaas, 1991 (Sri Lanka)
- Latrodectus geometricus C. L. Koch, 1841 (Cosmopolita)
- Latrodectus hasselti Thorell, 1870 (SouthEst Àsia fins a Austràlia, Nova Zelanda)
- Latrodectus hesPerús Chamberlin & Ivie, 1935 (Amèrica del Nord, Israel)
- Latrodectus hystrix Simon, 1890 (Iemen, Socotra)
- Latrodectus indistinctus O. P.-Cambridge, 1904 (Namíbia, Sud-àfrica)
- Latrodectus karrooensis Smithers, 1944 (Sud-àfrica)
- Latrodectus katipo Powell, 1870 (Nova Zelanda)
- Latrodectus lilianae Melic, 2000 (Espanya)
- Latrodectus mactans (Fabricius, 1775) (probablement Amèrica del Nord only)
- Latrodectus menavodi Vinson, 1863 (Madagascar, Illes Comoro)
- Latrodectus mirabilis (Holmberg, 1876) (Argentina)
- Latrodectus obscurior Dahl, 1902 (Illes Cap Verd, Madagascar)
- Latrodectus pallidus O. P.-Cambridge, 1872 (Illes Cap Verd, Líbia fins a Rússia, Iran)
- Latrodectus quartus Abalos, 1980 (Argentina)
- Latrodectus renivulvatus Dahl, 1902 (Àfrica, Saudi Arabia, Iemen)
- Latrodectus revivensis Shulov, 1948 (Israel)
- Latrodectus Rodesiensis Mackay, 1972 (Àfrica Meridional)
- Latrodectus tredecimguttatus (Rossi, 1790) (Mediterrani fins a la Xina)
- Latrodectus variegatus Nicolet, 1849 (Xile, Argentina)
- Latrodectus variolus Walckenaer, 1837 (EUA, Canadà)

### Macaridion
Macaridion Wunderlich, 1992
- Macaridion barreti (Kulczyn'ski, 1899) (Madeira)

### Marianana
Marianana Georgescu, 1989
- Marianana mihaili Georgescu, 1989 (Romania)

### Molione
Molione Thorell, 1892
- Molione christae Yoshida, 2003 (Borneo)
- Molione kinabalu Yoshida, 2003 (Borneo)
- Molione triacantha Thorell, 1892 (Malàisia, Singapur, Taiwan)
- Molione trispinosa (O. P.-Cambridge, 1873) (Sri Lanka)
- Molione uniacantha Wunderlich, 1995 (Malàisia, Sumatra)

### Moneta
Moneta O. P.-Cambridge, 1870
- Moneta australis (Keyserling, 1890) (Queensland)
- Moneta caudifera (Dönitz & Strand, 1906) (Xina, Corea, Japó)
- Moneta coercervea (Roberts, 1978) (Seychelles)
- Moneta conifera (Urquhart, 1887) (Nova Zelanda)
- Moneta grandis Simon, 1905 (Índia)
- Moneta hunanica Zhu, 1998 (Xina)
- Moneta longicauda Simon, 1908 (Oest d'Austràlia)
- Moneta mirabilis (Bösenberg & Strand, 1906) (Xina, Corea, Taiwan, Japó)
- Moneta orientalis Simon, 1909 (Vietnam)
- Moneta spinigera O. P.-Cambridge, 1870 (Àfrica fins a Taiwan)
- Moneta spinigeroides (Zhu & Song, 1992) (Xina)
- Moneta subspinigera Zhu, 1998 (Xina)
- Moneta tanikawai (Yoshida, 1991) (Japó)
- Moneta triquetra Simon, 1889 (Nova Caledònia)
- Moneta tumida Zhu, 1998 (Xina)
- Moneta tumulicola Zhu, 1998 (Xina)
- Moneta uncinata Zhu, 1998 (Xina)
- Moneta variabilis Rainbow, 1920 (Illa Lord Howe)
- Moneta yoshimurai (Yoshida, 1983) (Taiwan)

### Nanume
Nanume Saaristo, 2006
- Nanume naneum (Roberts, 1983) (Aldabra)

### Neospintharus
Neospintharus Exline, 1950
- Neospintharus baboquivari (Exline & Levi, 1962) (EUA, Mèxic)
- Neospintharus bicornis (O. P.-Cambridge, 1880) (Brasil)
- Neospintharus concisus (Exline & Levi, 1962) (Mèxic)
- Neospintharus fur (Bösenberg & Strand, 1906) (Xina, Corea, Japó)
- Neospintharus furcatus (O. P.-Cambridge, 1894) (EUA fins al Salvador, Índies Occidentals)
- Neospintharus nipponicus (Kumada, 1990) (Xina, Japó)
- Neospintharus obscurus (Keyserling, 1884) (Perú)
- Neospintharus parvus Exline, 1950 (Panamà fins a Ecuador)
- Neospintharus rioensis (Exline & Levi, 1962) (Brasil, Argentina)
- Neospintharus Síriacus (O. P.-Cambridge, 1872) (Lebanon, Israel)
- Neospintharus triangularis (Taczanowski, 1873) (Panamà, Guaiana Francesa)
- Neospintharus trigonum (Hentz, 1850) (EUA, Canadà)

### Neottiura
Neottiura Menge, 1868
- Neottiura bimaculata (Linnaeus, 1767) (Holàrtic)
  - Neottiura bimaculata pellucida (Simon, 1873) (Espanya, França, Itàlia)
- Neottiura curvimana (Simon, 1914) (Espanya, França, Algèria)
- Neottiura herbigrada (Simon, 1873) (França, Madeira, fins a Israel, Xina, Corea)
- Neottiura margarita (Yoshida, 1985) (Rússia, Xina, Corea, Japó)
- Neottiura suaveolens (Simon, 1879) (Europa, Rússia)
- Neottiura uncinata (Lucas, 1846) (Mediterrani)

### Nesticodes
Nesticodes Archer, 1950
- Nesticodes rufipes (Lucas, 1846) (Pantropical)

### Nipponidion
Nipponidion Yoshida, 2001
- Nipponidion okinawense Yoshida, 2001 (Okinawa)
- Nipponidion yaeyamense (Yoshida, 1993) (Japó)

### Paidiscura
Paidiscura Archer, 1950
- Paidiscura dromedaria (Simon, 1880) (Àfrica del Nord fins a Orient Pròxim, Illes Cap Verd)
- Paidiscura orotavensis (Schmidt, 1968) (Illes Canàries, Madeira)
- Paidiscura pallens (Blackwall, 1834) (Europa, Rússia)
- Paidiscura subpallens (Bösenberg & Strand, 1906) (Xina, Corea, Japó)

### Parasteatoda
Parasteatoda Archer, 1946
- Parasteatoda mundula (L. Koch, 1872) (Índia fins a Nova Caledònia)
  - Parasteatoda mundula papuana (Chrysanthus, 1963) (Nova Guinea)
- Parasteatoda tepidariorum (C. L. Koch, 1841) (Cosmopolita)
  - Parasteatoda tepidariorum australis (Thorell, 1895) (Myanmar)

### Paratheridula
Paratheridula Levi, 1957
- Paratheridula perniciosa (Keyserling, 1886) (EUA fins a Xile)

### Pholcomma
Pholcomma Thorell, 1869
- Pholcomma antipodianum (Forster, 1955) (Antipodes)
- Pholcomma barnesi Levi, 1957 (EUA)
- Pholcomma carota Levi, 1957 (EUA)
- Pholcomma gibbum (Oestring, 1851) (Europa, Àfrica del Nord fins a Azerbaijan)
- Pholcomma hickmani Forster, 1964 (Illes Campbell)
- Pholcomma hirsutum Emerton, 1882 (EUA, Canadà)
- Pholcomma mantinum Levi, 1964 (Brasil)
- Pholcomma micropunctatum (Mello-Leitão, 1941) (Argentina)
- Pholcomma soloa (Marples, 1955) (Samoa, Niue)
- Pholcomma turbotti (Marples, 1956) (Nova Zelanda)
- Pholcomma yunnanense Song & Zhu, 1994 (Xina)

### Phoroncidia
Phoroncidia Oestwood, 1835
- Phoroncidia aciculata Thorell, 1877 (Sulawesi)
- Phoroncidia aculeata Oestwood, 1835 (Índia)
- Phoroncidia alishanensis Chen, 1990 (Taiwan)
- Phoroncidia altiventris Yoshida, 1985 (Japó)
- Phoroncidia alveolata (Simon, 1903) (Equatorial Guinea)
- Phoroncidia Amèricana (Emerton, 1882) (EUA, Canadà, Cuba, Jamaica)
- Phoroncidia argoides (Doleschall, 1857) (Amboina)
- Phoroncidia aurata O. P.-Cambridge, 1877 (Madagascar)
- Phoroncidia bifrons (Simon, 1895) (Filipines)
- Phoroncidia biocellata (Simon, 1893) (Brasil)
- Phoroncidia bukolana Barrion & Litsinger, 1995 (Filipines)
- Phoroncidia capensis (Simon, 1895) (Sud-àfrica)
- Phoroncidia coracina (Simon, 1899) (Sumatra)
- Phoroncidia cribrata (Simon, 1893) (Paraguai)
- Phoroncidia crustula Zhu, 1998 (Xina)
- Phoroncidia cygnea (Hickman, 1951) (Tasmània)
- Phoroncidia eburnea (Simon, 1895) (Sud-àfrica)
- Phoroncidia ellenbergeri Berland, 1913 (Gabon)
- Phoroncidia escalerai (Simon, 1903) (Equatorial Guinea)
- Phoroncidia flavolimbata (Simon, 1893) (Ecuador)
- Phoroncidia fumosa (Nicolet, 1849) (Xile)
- Phoroncidia gayi (Nicolet, 1849) (Xile)
- Phoroncidia gira Levi, 1964 (Veneçuela)
- Phoroncidia hankiewiczi (Kulczyn'ski, 1911) (Portugal, França)
- Phoroncidia hexacantha Thorell, 1890 (Sumatra)
- Phoroncidia jacobsoni (Reimoser, 1925) (Sumatra)
- Phoroncidia kibonotensis (Tullgren, 1910) (Àfrica Oriental)
  - Phoroncidia kibonotensis concolor (Caporiacco, 1949) (Kenya)
- Phoroncidia levii Chrysanthus, 1963 (Nova Guinea)
- Phoroncidia longiceps (Keyserling, 1886) (Brasil)
- Phoroncidia lygeana (Walckenaer, 1842) (Malàisia, Sumatra)
- Phoroncidia maindroni (Simon, 1905) (Índia)
- Phoroncidia minschana (Schenkel, 1936) (Rússia, Xina)
- Phoroncidia minuta (Spassky, 1932) (Geòrgia, Azerbaijan)
- Phoroncidia moyobamba Levi, 1964 (Perú, Brasil)
- Phoroncidia musiva (Simon, 1880) (Nova Caledònia)
- Phoroncidia nasuta (O. P.-Cambridge, 1873) (Sri Lanka)
- Phoroncidia nicoleti (Roewer, 1942) (Xile)
- Phoroncidia nicoleti Levi, 1964 (Xile)
- Phoroncidia oahuensis (Simon, 1900) (Hawaii)
- Phoroncidia paradoxa (Lucas, 1846) (Europa, Àfrica del Nord)
- Phoroncidia pennata (Nicolet, 1849) (Xile)
- Phoroncidia personata (L. Koch, 1872) (Samoa, Fiji, Illa Lord Howe)
- Phoroncidia pilula (Karsch, 1879) (Xina, Corea, Japó)
- Phoroncidia pilula (Simon, 1895) (Zanzíbar)
- Phoroncidia pukeiwa (Marples, 1955) (Nova Zelanda)
- Phoroncidia puketoru (Marples, 1955) (Nova Zelanda)
- Phoroncidia puyehue Levi, 1967 (Xile)
- Phoroncidia quadrata (O. P.-Cambridge, 1879) (Nova Zelanda)
- Phoroncidia quadrispinella Strand, 1907 (Madagascar)
- Phoroncidia ravot Levi, 1964 (Veneçuela)
- Phoroncidia reimoseri Levi, 1964 (Brasil)
- Phoroncidia rotunda (Keyserling, 1890) (Queensland, Illa Lord Howe, Samoa)
- Phoroncidia rubens Thorell, 1899 (Camerun)
- Phoroncidia rubroargentea Berland, 1913 (Madagascar)
- Phoroncidia rubromaculata (Keyserling, 1886) (Brasil)
- Phoroncidia ryukyuensis Yoshida, 1979 (Illes Ryukyu)
- Phoroncidia saboya Levi, 1964 (Colòmbia)
- Phoroncidia scutellata (Taczanowski, 1879) (Perú)
- Phoroncidia scutula (Nicolet, 1849) (Bolívia, Xile)
- Phoroncidia septemaculeata O. P.-Cambridge, 1873 (Sri Lanka)
- Phoroncidia sextuberculata (Keyserling, 1890) (Queensland)
- Phoroncidia sjostedti Tullgren, 1910 (Tanzània)
- Phoroncidia spissa (Nicolet, 1849) (Xile)
- Phoroncidia splendida Thorell, 1899 (Àfrica Occidental)
- Phoroncidia studo Levi, 1964 (Perú, Brasil)
- Phoroncidia testudo (O. P.-Cambridge, 1873) (Índia, Sri Lanka)
- Phoroncidia thwaitesi O. P.-Cambridge, 1869 (Sri Lanka)
- Phoroncidia tina Levi, 1964 (Brasil)
- Phoroncidia tricuspidata (Blackwall, 1863) (Brasil)
- Phoroncidia trituberculata (Hickman, 1951) (Tasmània)
- Phoroncidia triunfo Levi, 1964 (Mèxic fins a Costa Rica)
- Phoroncidia truncatula (Strand, 1909) (Sud-àfrica)
- Phoroncidia umbrosa (Nicolet, 1849) (Xile)
- Phoroncidia variabilis (Nicolet, 1849) (Xile)

### Phycosoma
Phycosoma O. P.-Cambridge, 1879
- Phycosoma altum (Keyserling, 1886) (Panamà fins a Brasil, Hawaii)
- Phycosoma amamiensis (Yoshida, 1985) (Xina, Corea, Japó, Illes Ryukyu)
- Phycosoma excisum (Simon, 1889) (Madagascar)
- Phycosoma flavomarginatum (Bösenberg & Strand, 1906) (Xina, Corea, Japó)
- Phycosoma inornatum (O. P.-Cambridge, 1861) (Europa)
- Phycosoma jamesi (Roberts, 1979) (Jamaica, Panamà)
- Phycosoma japonicum (Yoshida, 1985) (Corea, Japó)
- Phycosoma lineatipes (Bryant, 1933) (EUA fins a Brasil)
- Phycosoma martinae (Roberts, 1983) (Aldabra, Índia, Xina, Corea, Illes Ryukyu, Filipines)
- Phycosoma menustya (Roberts, 1983) (Aldabra)
- Phycosoma mustelinum (Simon, 1889) (Rússia, Xina, Corea, Japó, Krakatoa)
- Phycosoma nigromaculatum (Yoshida, 1987) (Taiwan, Japó, Illes Ryukyu)
- Phycosoma oecobioides O. P.-Cambridge, 1879 (Nova Zelanda, Illes Chatham)
- Phycosoma spundana (Roberts, 1978) (Seychelles)

### Proboscidula
Proboscidula Miller, 1970
- Proboscidula loricata Miller, 1970 (Angola)
- Proboscidula milleri Knoflach, 1995 (Ruanda)

### Propostira
Propostira Simon, 1894
- Propostira quadrangulata Simon, 1894 (Índia, Sri Lanka)
- Propostira ranii Bhattacharya, 1935 (Índia)

### Rhomphaea
Rhomphaea L. Koch, 1872
- Rhomphaea aculeata Thorell, 1898 (Myanmar)
- Rhomphaea affinis Lessert, 1936 (Mozambique)
- Rhomphaea altissima Mello-Leitão, 1941 (Brasil)
- Rhomphaea angulipalpis Thorell, 1877 (Sulawesi)
- Rhomphaea barycephala (Roberts, 1983) (Aldabra)
- Rhomphaea brasiliensis Mello-Leitão, 1920 (Veneçuela, Brasil)
- Rhomphaea ceraosus (Zhu & Song, 1991) (Xina)
- Rhomphaea cometes L. Koch, 1872 (Nova Guinea, Samoa)
- Rhomphaea cona (González & Carmen, 1996) (Argentina)
- Rhomphaea fictilium (Hentz, 1850) (Canadà fins a Argentina)
- Rhomphaea hyrcana (Logunov & Marusik, 1990) (Geòrgia, Azerbaijan, Xina, Japó)
- Rhomphaea irrorata Thorell, 1898 (Myanmar, Pulu Berhala (prop de Sumatra))
- Rhomphaea labiata (Zhu & Song, 1991) (Xina, Japó)
- Rhomphaea lactifera Simon, 1909 (Vietnam)
- Rhomphaea metaltissima Soares & Camargo, 1948 (Panamà fins a Brasil)
- Rhomphaea nasica (Simon, 1873) (Mediterrani, Àfrica, Santa Helena)
- Rhomphaea oris (González & Carmen, 1996) (Argentina)
- Rhomphaea ornatissima Dyal, 1935 (Pakistan)
- Rhomphaea palmarensis (González & Carmen, 1996) (Argentina)
- Rhomphaea paradoxa (Taczanowski, 1873) (Saint Vincent, Mèxic fins a Brasil)
- Rhomphaea pignalitoensis (González & Carmen, 1996) (Argentina)
- Rhomphaea procera (O. P.-Cambridge, 1898) (Costa Rica fins a Argentina)
- Rhomphaea projiciens O. P.-Cambridge, 1896 (EUA fins a Argentina, Índia)
- Rhomphaea recurvata (Saaristo, 1978) (Seychelles)
- Rhomphaea rostrata (Simon, 1873) (Mediterrani)
- Rhomphaea sagana (Dönitz & Strand, 1906) (Rússia, Azerbaijan fins al Japó, Filipines)
- Rhomphaea sinica (Zhu & Song, 1991) (Xina)
- Rhomphaea sjostedti Tullgren, 1910 (Tanzània)
- Rhomphaea tanikawai Yoshida, 2001 (Japó)
- Rhomphaea urquharti (Bryant, 1933) (Nova Zelanda)
- Rhomphaea velhaensis (González & Carmen, 1996) (Brasil)

### Robertia
Robertia Saaristo, 2006
- Robertia braueri (Simon, 1898) (Seychelles)

### Robertus
Robertus O. P.-Cambridge, 1879
- Robertus alpinus Dresco, 1959 (Itàlia)
- Robertus arcticus (Chamberlin & Ivie, 1947) (Alaska)
- Robertus arundineti (O. P.-Cambridge, 1871) (Paleàrtic)
- Robertus banksi (Kaston, 1946) (EUA, Canadà)
- Robertus borealis (Kaston, 1946) (EUA, Canadà)
- Robertus calidus Knoflach, 1995 (Congo)
- Robertus cantabricus Fage, 1931 (Espanya)
- Robertus cardesensis Dresco, 1959 (Espanya)
- Robertus crosbyi (Kaston, 1946) (EUA, Canadà)
- Robertus emeishanensis Zhu, 1998 (Xina)
- Robertus eremophilus Chamberlin, 1928 (EUA)
- Robertus floridensis (Kaston, 1946) (EUA)
- Robertus frivaldszkyi (Chyzer, 1894) (Europa Oriental)
- Robertus frontatus (Banks, 1892) (EUA, Canadà)
- Robertus fuscus (Emerton, 1894) (EUA, Canadà)
- Robertus golovatchi Eskov, 1987 (Geòrgia)
- Robertus heydemanni Wiehle, 1965 (Suècia, Alemanya, Àustria, Romania, Rússia)
- Robertus insignis O. P.-Cambridge, 1907 (Europa, Rússia)
- Robertus kastoni Eskov, 1987 (Rússia, Japó)
- Robertus kuehnae Bauchhenss & Uhlenhaut, 1993 (Bèlgica, Suïssa, Alemanya, Àustria)
- Robertus laticeps (Keyserling, 1884) (EUA)
- Robertus lividus (Blackwall, 1836) (Holàrtic)
- Robertus longipalpus (Kaston, 1946) (EUA, Canadà)
- Robertus lyrifer Holm, 1939 (Iceland, Escandinàvia, Àustria, Rússia)
- Robertus mazaurici (Simon, 1901) (França)
- Robertus mediterraneus Eskov, 1987 (Mediterrani, Rússia)
- Robertus monticola Simon, 1914 (França)
- Robertus naejangensis Seo, 2005 (Corea)
- Robertus neglectus (O. P.-Cambridge, 1871) (Paleàrtic)
- Robertus nipponicus Yoshida, 1995 (Japó)
- Robertus nojimai Yoshida, 2002 (Japó)
- Robertus ogatai Yoshida, 1995 (Japó)
- Robertus potanini Schenkel, 1963 (Xina)
- Robertus pumilus (Emerton, 1909) (EUA)
- Robertus riparius (Keyserling, 1886) (EUA, Canadà, Alaska)
- Robertus saitoi Yoshida, 1995 (Japó)
- Robertus scoticus Jackson, 1914 (Paleàrtic)
- Robertus sibiricus Eskov, 1987 (Rússia, Japó)
- Robertus similis (Kaston, 1946) (EUA)
- Robertus spinifer (Emerton, 1909) (EUA)
- Robertus truncorum (L. Koch, 1872) (Europa)
- Robertus ungulatus Vogelsanger, 1944 (Paleàrtic)
- Robertus ussuricus Eskov, 1987 (Rússia)
- Robertus vigerens (Chamberlin & Ivie, 1933) (EUA, Canadà, Alaska)

### Rugathodes
Rugathodes Archer, 1950
- Rugathodes acoreensis Wunderlich, 1992 (Açores)
- Rugathodes aurantius (Emerton, 1915) (Holàrtic)
- Rugathodes bellicosus (Simon, 1873) (Europa, Rússia)
- Rugathodes instabilis (O. P.-Cambridge, 1871) (Europa, Rússia, Ucraïna)
- Rugathodes madeirensis Wunderlich, 1987 (Madeira)
- Rugathodes nigrolimbatus (Yaginuma, 1972) (Japó)
- Rugathodes pico (Merrett & Ashmole, 1989) (Açores)
- Rugathodes sexpunctatus (Emerton, 1882) (EUA, Canadà, Alaska, Rússia)

### Sardinidion
Sardinidion Wunderlich, 1995
- Sardinidion perplexum Wunderlich, 1995 (Sardenya)

### Selimus
Selimus Saaristo, 2006
- Selimus placens (Blackwall, 1877) (Seychelles)

### Selkirkiella
Selkirkiella Berland, 1924
- Selkirkiella alboguttata Berland, 1924 (Illa Juan Fernandez)
- Selkirkiella carelmapuensis (Levi, 1963) (Xile)
- Selkirkiella luisi (Levi, 1967) (Xile)
- Selkirkiella magallanes (Levi, 1963) (Xile)
- Selkirkiella michaelseni (Simon, 1902) (Xile)
- Selkirkiella purpurea (Nicolet, 1849) (Xile)
- Selkirkiella ventrosa (Nicolet, 1849) (Xile, Argentina, Illes Falkland)
- Selkirkiella wellingtoni (Levi, 1967) (Xile)

### Sesato
Sesato Saaristo, 2006
- Sesato setosa Saaristo, 2006 (Seychelles)

### Simitidion
Simitidion Wunderlich, 1992
- Simitidion agaricographum (Levy & Amitai, 1982) (Xipre, Israel)
- Simitidion lacuna Wunderlich, 1992 (Illes Canàries, Espanya, Àfrica del Nord, Israel)
- Simitidion simile (C. L. Koch, 1836) (Holàrtic)

### Spheropistha
Spheropistha Yaginuma, 1957
- Spheropistha melanosoma Yaginuma, 1957 (Japó)
- Spheropistha miyashitai (Tanikawa, 1998) (Japó)
- Spheropistha nigroris (Yoshida, Tso & Severinghaus, 2000) (Taiwan)
- Spheropistha orbita (Zhu, 1998) (Xina)

### Spinembolia
Spinembolia Saaristo, 2006
- Spinembolia clabnum (Roberts, 1978) (Seychelles)

### Spintharus
Spintharus Hentz, 1850
- Spintharus argenteus Dyal, 1935 (Pakistan)
- Spintharus flavidus Hentz, 1850 (EUA fins a Bolívia, Brasil)
- Spintharus gracilis Keyserling, 1886 (Brasil)

### Steatoda
Steatoda Sundevall, 1833
- Steatoda adumbrata (Simon, 1908) (Oest d'Austràlia)
- Steatoda aethiopica (Simon, 1909) (Central Àfrica)
- Steatoda alamosa Gertsch, 1960 (EUA, Mèxic)
- Steatoda alboclathrata (Simon, 1897) (Índia)
- Steatoda albomaculata (De Geer, 1778) (Cosmopolita)
  - Steatoda albomaculata infuscata (Schenkel, 1925) (Suïssa)
- Steatoda Amèricana (Emerton, 1882) (EUA, Canadà, Xina)
- Steatoda amurica (Strand, 1907) (Rússia)
- Steatoda ancora (Grube, 1861) (Rússia)
- Steatoda ancorata (Holmberg, 1876) (Mèxic fins a Xile)
- Steatoda andina (Keyserling, 1884) (Veneçuela fins a Xile)
- Steatoda apacheana Gertsch, 1960 (EUA)
- Steatoda atascadera Chamberlin & Ivie, 1942 (EUA)
- Steatoda atrocyanea (Simon, 1880) (Nova Caledònia, Illes Loyalty)
- Steatoda autumnalis (Banks, 1898) (Mèxic)
- Steatoda badia (Roewer, 1961) (Senegal)
- Steatoda bertkaui (Thorell, 1881) (Moluques, Nova Guinea)
- Steatoda bipunctata (Linnaeus, 1758) (Holàrtic)
- Steatoda borealis (Hentz, 1850) (EUA, Canadà, Alaska)
- Steatoda bradyi (Strand, 1907) (Sud-àfrica)
- Steatoda brignolii Knoflach, 1996 (Grècia)
- Steatoda capensis Hann, 1990 (Santa Helena, Sud-àfrica, Nova Zelanda)
- Steatoda carbonaria (Simon, 1907) (Congo, Bioko)
  - Steatoda carbonaria minor (Simon, 1907) (Congo)
- Steatoda castanea (Clerck, 1757) (Paleàrtic (Canadà, introduïda))
- Steatoda chinchipe Levi, 1962 (Ecuador, Perú)
- Steatoda cingulata (Thorell, 1890) (Xina, Corea, Japó, Sumatra, Java)
- Steatoda connexa (O. P.-Cambridge, 1904) (Sud-àfrica)
- Steatoda craniformis Zhu & Song, 1992 (Xina)
- Steatoda dahli (Nosek, 1905) (Turquia fins a Israel, Àsia central)
- Steatoda diamantina Levi, 1962 (Brasil)
- Steatoda distincta (Blackwall, 1859) (Madeira)
- Steatoda ephippiata (Thorell, 1875) (Algèria fins a Israel)
- Steatoda erigoniformis (O. P.-Cambridge, 1872) (Pantropical)
- Steatoda fagei (Lawrence, 1964) (Sud-àfrica)
- Steatoda fallax (Blackwall, 1865) (Illes Cap Verd)
- Steatoda felina (Simon, 1907) (Congo)
- Steatoda foravae Dippenaar-Schoeman & Müller, 1992 (Sud-àfrica)
- Steatoda fulva (Keyserling, 1884) (EUA, Mèxic)
- Steatoda grandis Banks, 1901 (EUA)
- Steatoda grossa (C. L. Koch, 1838) (Cosmopolita)
  - Steatoda grossa obliterata (Franganillo, 1918) (Espanya)
  - Steatoda grossa strandi (Ermolajev, 1934) (Rússia)
- Steatoda gui Zhu, 1998 (Xina)
- Steatoda hespera Chamberlin & Ivie, 1933 (EUA, Canadà)
- Steatoda hui Zhu, 1998 (Xina)
- Steatoda iheringi (Keyserling, 1886) (Brasil, Paraguai, Argentina)
- Steatoda incomposita (Denis, 1957) (Portugal, Espanya, Gibraltar, Còrsega)
- Steatoda italica Knoflach, 1996 (Còrsega, Itàlia)
- Steatoda kiwuensis (Strand, 1913) (Central Àfrica)
- Steatoda kuytunensis Zhu, 1998 (Xina)
- Steatoda latifasciata (Simon, 1873) (Illes Canàries, Marroc fins a Israel)
- Steatoda latrodectoides (Franganillo, 1913) (Espanya)
- Steatoda lawrencei Brignoli, 1983 (Sud-àfrica)
- Steatoda lenzi (Strand, 1907) (Sud-àfrica)
- Steatoda leonardi (Thorell, 1898) (Myanmar)
- Steatoda lepida (O. P.-Cambridge, 1879) (Nova Zelanda)
- Steatoda linzhiensis Hu, 2001 (Xina)
- Steatoda livens (Simon, 1894) (Tasmània)
- Steatoda longurio (Simon, 1909) (Central Àfrica)
- Steatoda mainlingensis (Hu & Li, 1987) (Xina)
- Steatoda mainlingoides Yin i cols., 2003 (Xina)
- Steatoda marmorata (Simon, 1910) (Sud-àfrica)
- Steatoda marta Levi, 1962 (Colòmbia)
- Steatoda maura (Simon, 1909) (Mediterrani)
- Steatoda medialis (Banks, 1898) (EUA, Mèxic)
- Steatoda meridionalis (Kulczyn'ski, 1894) (Europa Oriental fins a Geòrgia)
- Steatoda mexicana Levi, 1957 (EUA, Mèxic)
- Steatoda micans (Hogg, 1922) (Vietnam)
- Steatoda minima (Denis, 1955) (Niger)
- Steatoda moerens (Thorell, 1875) (Algèria, Tunísia)
- Steatoda moesta (O. P.-Cambridge, 1896) (Mèxic fins a Brasil)
- Steatoda morsitans (O. P.-Cambridge, 1885) (Sud-àfrica)
- Steatoda nahuana Gertsch, 1960 (Mèxic)
- Steatoda nasata (Chrysanthus, 1975) (Krakatoa, Nova Irlanda, Austràlia)
- Steatoda ngipina Barrion & Litsinger, 1995 (Filipines)
- Steatoda nigrimaculata Zhang, Chen & Zhu, 2001 (Xina)
- Steatoda nigrocincta O. P.-Cambridge, 1885 (Yarkand)
- Steatoda niveosignata (Simon, 1908) (Oest d'Austràlia)
- Steatoda nobilis (Thorell, 1875) (Madeira, Illes Canàries (Anglaterra, introduïda))
- Steatoda octonotata (Simon, 1908) (Oest d'Austràlia)
- Steatoda palomara Chamberlin & Ivie, 1935 (EUA)
- Steatoda pardalia Yin i cols., 2003 (Xina)
- Steatoda paykulliana (Walckenaer, 1805) (Europa, Mediterrani fins a l'Àsia central)
  - Steatoda paykulliana obsoleta (Strand, 1908) (Etiòpia)
- Steatoda perakensis Simon, 1901 (Malàisia)
- Steatoda perspicillata (Thorell, 1898) (Myanmar)
- Steatoda phalerata (Panzer, 1801) (Paleàrtic)
- Steatoda picea (Thorell, 1899) (Camerun)
- Steatoda porteri (Simon, 1900) (Xile)
- Steatoda pulchra (Keyserling, 1884) (EUA)
- Steatoda punctulata (Marx, 1898) (EUA, Mèxic)
- Steatoda quadrimaculata (O. P.-Cambridge, 1896) (EUA fins a Veneçuela, Índies Occidentals)
- Steatoda quaesita (O. P.-Cambridge, 1896) (Mèxic)
- Steatoda quinquenotata (Blackwall, 1865) (Illes Cap Verd)
- Steatoda retorta González, 1987 (Argentina)
- Steatoda rhombifera (Grube, 1861) (Rússia)
- Steatoda rubrocalceolata (Simon, 1907) (Bioko)
- Steatoda rufoannulata (Simon, 1899) (Índia, Sri Lanka, Sumatra, Java)
- Steatoda sabulosa (Tullgren, 1901) (Bolívia, Argentina, Xile)
- Steatoda sagax (Blackwall, 1865) (Illes Cap Verd)
- Steatoda saltensis Levi, 1957 (Mèxic)
- Steatoda semideserta Ponomarev, 2005 (Kazakhstan)
- Steatoda seriata (Simon, 1899) (Sumatra)
- Steatoda singoides (Tullgren, 1910) (Tanzània)
- Steatoda sordidata O. P.-Cambridge, 1885 (Yarkand)
- Steatoda speciosa (Thorell, 1898) (Myanmar)
- Steatoda subannulata (Kulczyn'ski, 1911) (Nova Guinea, New Bretanya)
- Steatoda terastiosa Zhu, 1998 (Xina)
- Steatoda tigrina (Tullgren, 1910) (Tanzània)
- Steatoda tortoisea Yin i cols., 2003 (Xina)
- Steatoda transversa (Banks, 1898) (EUA, Mèxic)
- Steatoda trianguloides Levy, 1991 (Israel)
- Steatoda triangulosa (Walckenaer, 1802) (Cosmopolita)
  - Steatoda triangulosa concolor (Caporiacco, 1933) (Líbia)
- Steatoda tristis (Tullgren, 1910) (Tanzània)
  - Steatoda tristis ruwenzorica (Strand, 1913) (Central Àfrica)
- Steatoda truncata (Urquhart, 1887) (Nova Zelanda)
- Steatoda ulleungensis Paik, 1995 (Corea)
- Steatoda uncata Zhang, Chen & Zhu, 2001 (Xina)
- Steatoda variabilis (Berland, 1920) (Àfrica Oriental)
- Steatoda variata Gertsch, 1960 (EUA, Mèxic)
  - Steatoda variata Xina Gertsch, 1960 (EUA, Mèxic)
- Steatoda variipes (Keyserling, 1884) (Perú)
- Steatoda vaulogeri (Simon, 1909) (Vietnam)
- Steatoda venator (Audouin, 1826) (Egipte)
- Steatoda violacea (Strand, 1906) (Etiòpia)
- Steatoda wangi Zhu, 1998 (Xina)
- Steatoda washona Gertsch, 1960 (EUA, Mèxic)
- Steatoda xerophila Levy & Amitai, 1982 (Israel)
- Steatoda xishuiensis Zhang, Chen & Zhu, 2001 (Xina)

### Stemmops
Stemmops O. P.-Cambridge, 1894
- Stemmops belavista Marques & Buckup, 1996 (Brasil)
- Stemmops bicolor O. P.-Cambridge, 1894 (EUA fins a Panamà, Cuba, Bahames)
- Stemmops cambridgei Levi, 1955 (Mèxic, Hondures)
- Stemmops caranavi Marques & Buckup, 1996 (Bolívia)
- Stemmops carius Marques & Buckup, 1996 (Brasil)
- Stemmops concolor Simon, 1897 (Saint Vincent)
- Stemmops cryptus Levi, 1955 (Panamà)
- Stemmops forcipus Zhu, 1998 (Xina)
- Stemmops lina Levi, 1955 (Mèxic)
- Stemmops mellus Levi, 1964 (Panamà)
- Stemmops nigrabdomenus Zhu, 1998 (Xina)
- Stemmops nipponicus Yaginuma, 1969 (Xina, Corea, Japó)
- Stemmops ornatus (Bryant, 1933) (EUA)
- Stemmops orsus Levi, 1964 (Panamà, Brasil)
- Stemmops osorno (Levi, 1963) (Xile)
- Stemmops questus Levi, 1955 (Mèxic fins a Veneçuela)
- Stemmops salenas Marques & Buckup, 1996 (Brasil)
- Stemmops servus Levi, 1964 (Panamà)
- Stemmops subtilis (Simon, 1895) (Veneçuela)
- Stemmops vicosa Levi, 1964 (Brasil)
- Stemmops Victòria Levi, 1955 (Mèxic)

### Stoda
Stoda Saaristo, 2006
- Stoda libudum (Roberts, 1978) (Seychelles)

### Styposis
Styposis Simon, 1894
- Styposis ajo Levi, 1960 (EUA)
- Styposis albula (Gertsch, 1960) (Guyana)
- Styposis camoteensis (Levi, 1967) (Illa Juan Fernandez)
- Styposis chickeringi Levi, 1960 (Panamà)
- Styposis clausis Levi, 1960 (EUA fins a Colòmbia)
- Styposis colorados Levi, 1964 (Ecuador)
- Styposis flavescens Simon, 1894 (Nicaragua fins a Veneçuela)
- Styposis kahuziensis Miller, 1970 (Congo)
- Styposis lutea (Petrunkevitch, 1930) (Puerto Rico)
- Styposis nicaraguensis Levi, 1960 (Nicaragua)
- Styposis rancho Levi, 1960 (Veneçuela)
- Styposis scleropsis Levi, 1960 (Panamà)
- Styposis selis Levi, 1964 (Brasil)
- Styposis tepus (Levi, 1967) (Xile)